# NGC 4820
NGC 4820 ist eine 13,9 mag helle Linsenförmige Galaxie vom Hubble-Typ S0 im Sternbild Jungfrau auf der Ekliptik. Sie ist schätzungsweise 201 Millionen Lichtjahre von der Milchstraße entfernt und hat einen Durchmesser von etwa 65.000 Lichtjahren.
Im selben Himmelsareal befinden sich u. a. die Galaxien NGC 4825, NGC 4823, NGC 4829, NGC 4847.
Das Objekt wurde zusammen mit NGC 4823 und NGC 4829 bei einer einzigen Beobachtung im Jahr 1882 vom deutschen Astronomen Ernst Wilhelm Leberecht Tempel entdeckt, der dabei „Quite close to the south [of N4825] are three more faint nebulae“ („Südlich befinden sich ganz in der Nähe [von N4825] drei weitere schwache Nebel“) notierte.